# ایوون

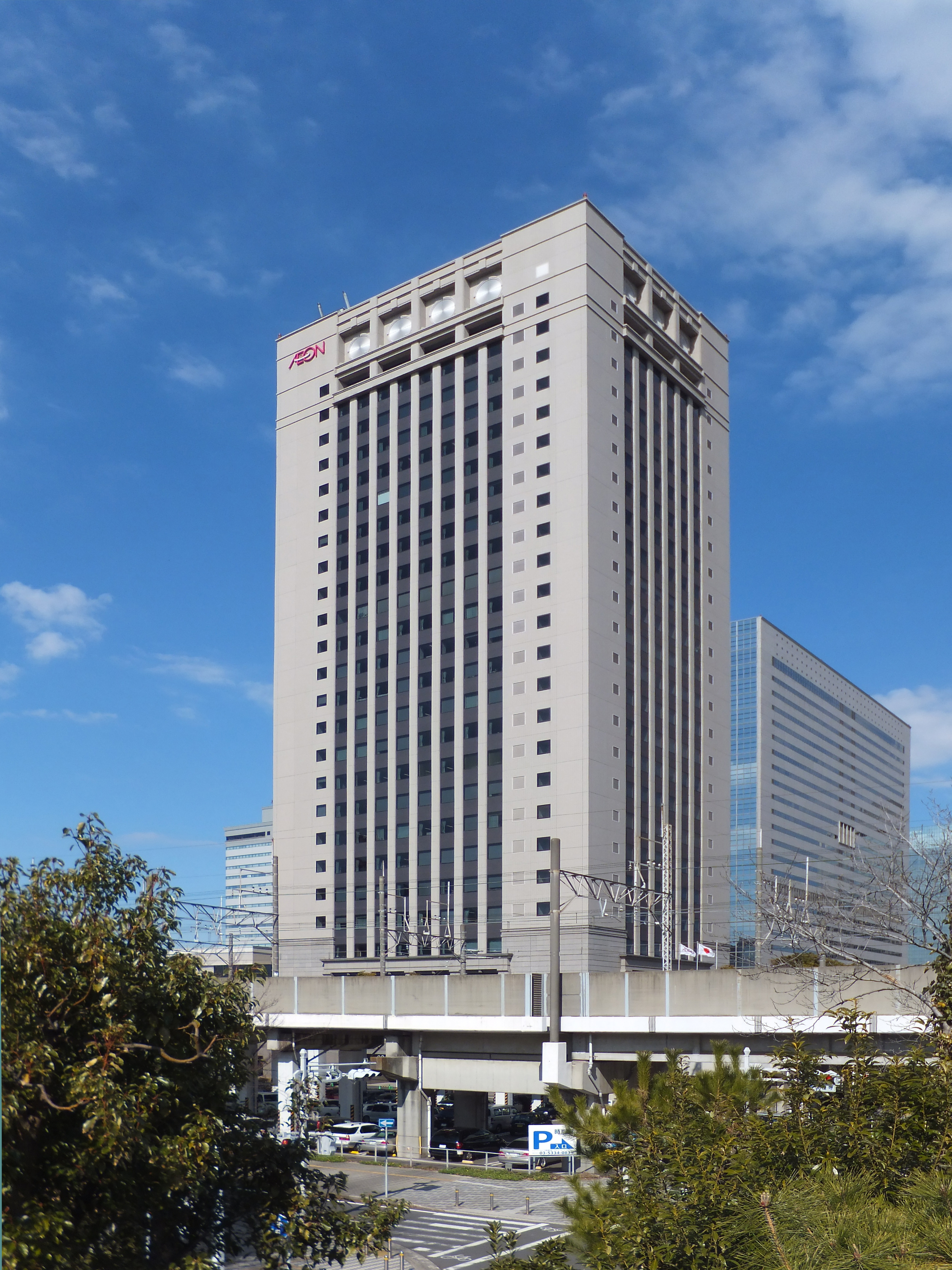
ساختمان مرکزی ایوون

ایوون (به ژاپنی: イオン株式会社) شرکت هلدینگ خرده‌فروشی ژاپنی است، که در زمینه مدیریت شبکه‌ای از سوپرمارکت‌ها، هایپرمارکت‌ها و داروخانه‌ها فعالیت می‌نماید.
شرکت ایوون در سال ۱۷۵۸ تحت نام شینوهارایا راه‌اندازی شد و در حال حاضر مالک شبکه‌ای از ۱۷٫۰۹۴ شعبه و ۱۷۷ مرکز خرید می‌باشد.
دفتر مرکزی این شرکت در شهر چیبا، ژاپن قرار دارد و بخشی از سهام آن در بازار بورس توکیو معامله می‌شود. میتسوبیشی کورپوریشن با در اختیار داشتن ۵ درصد از سهام ایوون بزرگترین سهام‌دار آن به‌شمار می‌آید.